# Parafia Niepokalanego Poczęcia Najświętszej Maryi Panny w Lublinie
Parafia Niepokalanego Poczęcia Najświętszej Maryi Panny w Lublinie – parafia rzymskokatolicka w Lublinie, należąca do archidiecezji lubelskiej i dekanatu Lublin–Wschód. Została erygowana 13 maja 1993. Parafia prowadzona jest przez Zgromadzenie Księży Marianów.
Obejmuje ulice: Agrestowa, al. Spółdzielczości Pracy, Aroniowa, Bazylianówka, Berberysowa, Bielskiego, Bluszczowa, Brzoskwiniowa, Ceramiczna, Cyprysowa, Czumy, Jagodowa, Jamrożka, Łubinowa, Magnoliowa, Mariańska, Mirtowa, Porzeczkowa, Rapackiego, Sekutowicza, Stefczyka, Strzeszewskiego, Truskawkowa, Walecznych, Związkowa. Kościół parafialny wybudowany w 1993. Mieści się przy ulicy Bazylianówka.
Od 2023 proboszczem parafii jest ks. Grzegorz Reiss MIC. 